# Higashi-Yamato
Higashi-Yamato (東大和市, Higashi-Yamato-shi), sovint romanitzat com a Higashiyamato, és una ciutat i municipi de Tòquio, a la regió de Kanto, Japó. Com la resta de municipis del seu entorn, Higashiyamato és un centre industrial i ciutat dormitori de l'àrea metropolitana de Tòquio. El nom de la ciutat es pot traduir al català com "Yamato de l'est" o "Yamato oriental".

## Geografia
La ciutat de Higashiyamato està situada al centre-nord de la metropoli de Tòquio i, en concret, dins de la regió del Tòquio Occidental, on es troba a l'est dins d'aquesta. El terme municipal de Higashiyamato limita amb els de Tachikawa i Kodaira al sud; Tokorozawa (a la prefectura de Saitama) al nord; amb Higashimurayama a l'est i amb Musashimurayama a l'oest.

### Clima
Higashi-Yamato té, segons la classificació climàtica de Köppen, un clima subtropical humit, caracteritzat pels estius càlids i els hiverns freds, amb lleugeres o inexistents nevades. La temperatura mitjana anual a Higashi-Yamato és de 13,9 graus. La mitjana anual de precipitacions és de 1.647 mil·límetres, sent setembre el mes amb més humitat. La temperatura mitjana més alta és a l'agost amb vora 25,4 graus i la més baixa és al gener amb 2,5 graus.

## Història
L'àrea on actualment es troba Higashiyamato va formar part de l'antiga província de Musashi des del període Nara fins l'era Meiji. Amb les reformes administratives Meiji, el poble de Takagi va passar a formar part del districte de Kitatama o Tama nord l'1 d'abril de 1889, aleshores dins de la prefectura de Kanagawa. El districte sencer va passar sota jurisdicció de l'antiga prefectura de Tòquio l'1 d'abril de 1893. El poble de Takagi es va unir amb altres cinc pobles de la contornada per tal de formar el nou poble de Yamato, fundat l'1 de novembre de 1919. El poble de Yamato va ser ascendit a la categoria de vila el 3 de maig de 1954 i a la categoria de ciutat l'1 d'octubre de 1970, quan el municipi passa a ser Higashiyamato per tal d'evitar confusions amb altres ciutats com Yamato, a la prefectura de Kanagawa.
Durant la Segona Guerra Mundial existí al municipi una planta de fabricació d'aeronaus de la marca Hitachi que fou atacat pels bombardeigs nord-americans que deixaren les instal·lacions inútils. Tot i això, l'edifici resta en peu encara avui i s'ha tornat un memorial de la guerra amb visites guiades.

## Administració

### Alcaldes
- Shōichi Negishi (1955-1971)
- Seitarō Ozaki (1971-1991)
- Shigekazu Nakazawa (1991-1995)
- Masanori Omata (1995-2011)
- Yasuo Ozaki (2011-present)

## Demografia
| 1920   | 1930   | 1940   | 1950   | 1960   | 1970   | 1980   |
| ------ | ------ | ------ | ------ | ------ | ------ | ------ |
| 5.017  | 5.442  | 8.152  | 12.366 | 14.239 | 46.173 | 65.553 |
| 1990   | 2000   | 2010   | 2020   | 2030   | 2040   | 2050   |
| 75.132 | 77.212 | 83.073 | 84.260 | -      | -      | -      |

## Transport

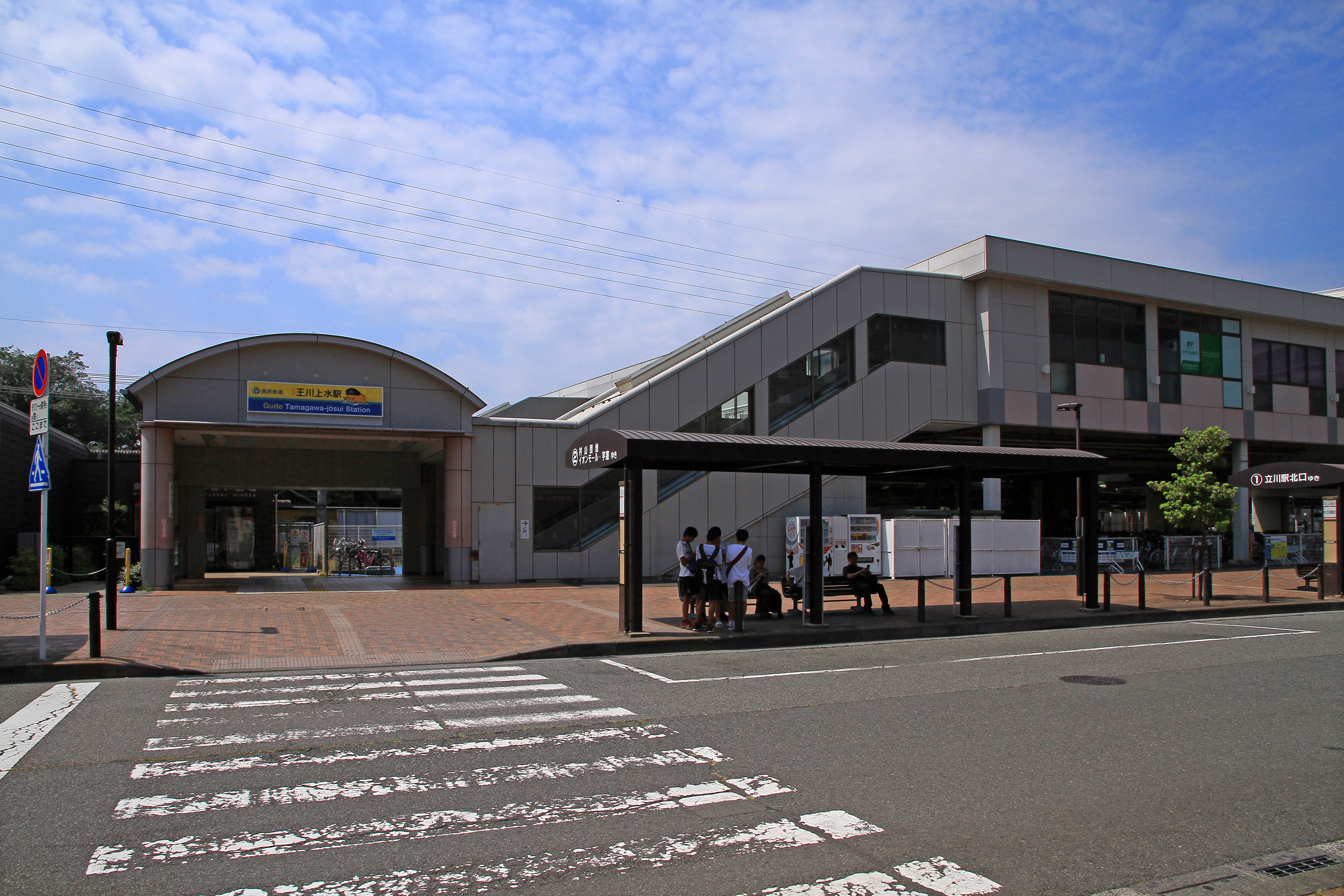
Estació de Tamagawa-Jōsui

### Ferrocarril
- Ferrocarril Seibu
  - Higashi-Yamatoshi
- Monocarril Metropolità de Tama
  - Kamikitadai - Sakurakaidō - Tamagawa-Jōsui

### Carretera
Pel terme municipal de Higashi-Yamato no passa cap autopista ni carretera de nivell nacional, només carreteres dependents del Govern Metropolità de Tòquio.

## Agermanaments
- Kitakata (inicialment amb Yamato), prefectura de Fukushima, Japó.